# Стомпоркув (гмина)
Стомпоркув (пол. Stąporków) — городско-сельская гмина (волость) в Польше, входит как административная единица в Коньский повет, Свентокшиское воеводство. Население — 18 531 человек (на 2004 год).

## Демография
| Перепись                       | Всего   | Всего | Женщины | Женщины | Мужчины | Мужчины |
| ------------------------------ | ------- | ----- | ------- | ------- | ------- | ------- |
| Единицы                        | человек | %     | человек | %       | человек | %       |
| Население                      | 18 531  | 100   | 9496    | 51,2    | 9035    | 48,8    |
| Плотность населения (чел./км²) | 80,1    | 80,1  | 41      | 41      | 39      | 39      |

## Населённые пункты
Адамек, Бень, Блашкув, Блотница, Бокув, Велька-Весь, Влохув, Вонглув, Вулька-Зыхова, Вулька-Плебаньска, Гжибув, Госань, Густавув, Гуциско, Дурачув, Каменна-Воля, Козя-Воля, Коморув, Красна, Лелиткув, Люта, Моджевина, Мокра, Надзеюв, Неклань-Малы, Одровонж, Пардолув, Пясек, Сверчув, Смаркув, Фурманув, Чарна, Чарнецка-Гура, Янув.

## Соседние гмины

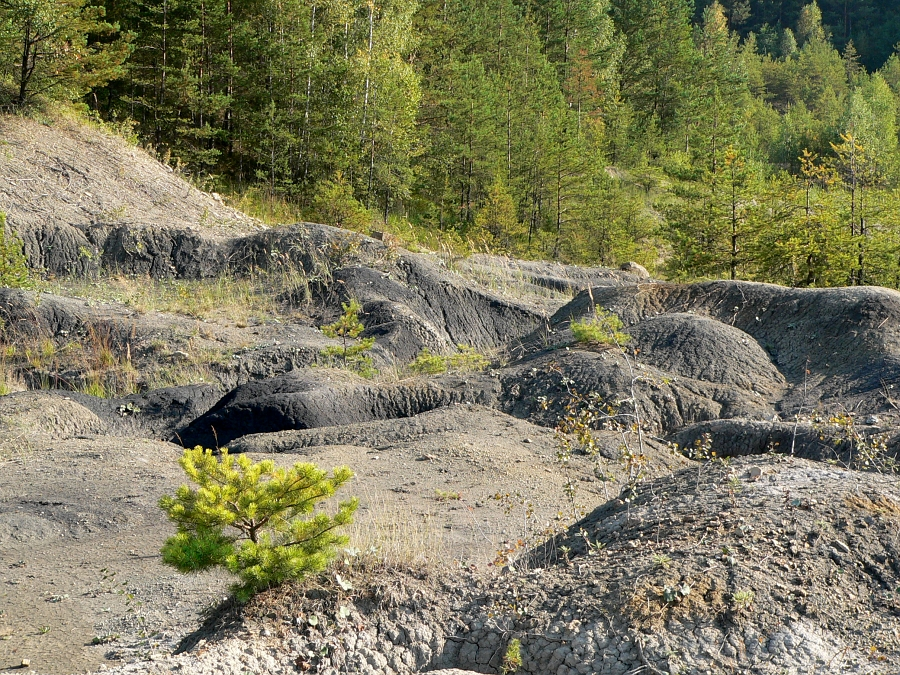
Гмина Стомпоркув

1. Гмина Ближын
2. Гмина Хлевиска
3. Гмина Коньске
4. Гмина Мнюв
5. Гмина Пшисуха
6. Гмина Смыкув
7. Гмина Загнаньск